# عقاب ورو
عقاب ورو (نام علمی: Aquila verreauxii) نام یک گونه از سرده عقاب‌ها است.